# Training day: dia d'entrenament
 Training day: dia d'entrenament (original: Training Day) és una pel·lícula estatunidenca dirigida per Antoine Fuqua, estrenada el 2001. Ha estat doblada al català.

## Argument
Jake Hoyt és un jove idealista recluta de la policia de Los Angeles. Somiant fer-se inspector, ha de fer una prova de 24 hores, un « training day», amb el sergent cap Alonzo Harris, una estrella de la lluita antidroga, i un professional de la guerra als carrers. Però l'admiració d'Hoyt dona ràpidament lloc al dubte, la conducta d'Alonzo és cada vegada més discutible...

## Crítica
Un brutal drama policíac que mostra com fins i tot els bons policies poden fàcilment pervertir-se, a causa del seu contacte diari amb el crim. El seu director, Antoine Fuqua no va voler anar amb subtileses a l'hora de mostrar el cru ambient en què es mouen els personatges i va arribar a contractar com a extres a autèntics membres de bandes de delinqüents dels pitjors barris de Los Angeles. Training Day va ser candidata a dos premis Oscar: els corresponents al millor actor i millor secundari, en les persones de Denzel Washington i Ethan Hawke, respectivament. En una gran interpretació, molt allunyada del seu registre habitual d'home bo, Washington va aconseguir alçar-se amb l'estatueta, sent aquesta la segona de la seva carrera, després de l'aconseguida dotze anys enrere per Temps de glòria al millor secundari.

## Repartiment
- Denzel Washington: Alonzo Harris
- Ethan Hawke: Jake Hoyt
- Scott Glenn: Roger
- Tom Berenger: Stan Gursky
- Harris Yulin: Doug Rosselli
- Eva Mendes: Sara Harris
- Snoop Dogg: Blue
- Raymond J. Barry: Lou Jacobs
- Cliff Curtis: Smiley
- Dr. Dre: Paul
- Macy Gray: la dona de Sandman
- Charlotte Ayanna: Lisa
- Nick Chinlund: Tim
- Peter Greene
- Jaime Gomez: Mark
- Raymond Cruz: Sniper
- Noel Gugliemi: Moreno
- David Ayer: un assassí rus (no surt als crèdits)
- Terry Crews: un membre de la banda (no surt als crèdits)

## Banda original
1. "Keep Your Eyes Open" – 0:06
2. "W.O.L.V.E.S." – 3:57 (Krumbsnatcha & M.O.P.)
3. "Bounce, Rock, Golden State" – 4:05 (Xzibit, Ras Kass & Saafir)
4. "Put It on Me" – 5:04 (Dr. Dre, DJ Quik & Mimi)
5. "#1" – 4:23 (Nelly)
6. "Fuck You" – 3:54 (Pharoahe Monch)
7. "Watch the Police" – 2:49 (C-Murder & Trick Daddy)
8. "Dirty Ryders" – 4:20 (The Lox)
9. "Crooked Cop" – 3:57 (Napalm)
10. "American Dream" – 5:21 (P. Diddy, Mark Curry, Black Rob & David Bowie)
11. "Greed" – 3:24 (Cypress Hill & Kokane)
12. "Guns N' Roses" – 3:38 (Clipse & The Neptunes)
13. "Tha Squeeze" – 3:28 (Gang Starr)
14. "Let Us Go" – 4:38 (King Jacob & Professor)
15. "Training Day (In My Hood)" – 4:21 (Roscoe)
16. "Protect Your Head" – 4:18 (Soldier B)
17. "Wolf or Sheep" – 3:41 (Mark Mancina)

Els títols "Still D.R.E. " del Dr. Dre (presentant Snoop Dogg), i "(Rock) Superestar" de Cypress Hill apareixen respectivament a la pel·lícula i el tràiler però no al CD de la banda original.

## Premis i nominacions

### Premis
- 2002. Oscar al millor actor per Denzel Washington
- 2002. Premi AFI a l'actor de cinema de l'any per Denzel Washington

### Nominacions
- 2002. Oscar al millor actor secundari per Ethan Hawke
- 2002. Globus d'Or al millor actor dramàtic per Denzel Washington

## Al voltant de la pel·lícula
- Antoine Fuqua, del qual és el tercer llargmetratge, ha cridat experts de la policia de Los Angeles i de San Francisco perquè la pel·lícula es beneficiï d'un gran realisme.[3]
- Molt grans noms del Rap dels EUA han participat en la banda original de Training Day, i alguns han interpretat un paper en la pel·lícula, sobretot Snoop Dogg (Blue, el camell en butaca de rodes) i Dr. Dre (un membre de l'equip d'Alonzo, en l'homicidi).[3]
- Denzel Washington va rebre l'Oscar al millor actor pel seu paper de policia, en la vesprada dels Oscars del cinema a Los Angeles el 2002.
- Alonzo Harris és classificat entre els més grans " AFI's 100 Years...100 Heroes and Villains" (100 anys d'AFI... 100 herois i dolents) del cinema estatunidenc per l'American Film Institute.
- Denzel Washington i Scott Glenn tots dos han interpretat el paper de Creasy en una adaptació cinematogràfica de Man on Fire: Glenn va interpretar la versió de 1987, dirigida per Élie Chouraqui, Washington en la versió de Tony Scott, realitzada el 2004.
- Com en la pel·lícula Sospitosos habituals, Peter Greene no surt als crèdits. A Training Day, es diu Jeff i forma part dels policies deshonestos que entren a casa de Roger. Per dues vegades es fa disparar per Alonzo (li fa creure que és Roger, l'autor dels trets), però és ferit per la segona bala.
- Pel paper d'Alonzo, diversos actors com Bruce Willis, Gary Sinise, Tom Sizemore i Samuel L. Jackson van ser contactats mentre que Matt Damon i Tobey Maguire van fer proves pel paper de Jake Hoyt. I pel paper de Roger, la primera tria era Mickey Rourke.